# Liste des planètes mineures non numérotées découvertes entre le 1er et le 15 juillet 2014
Pour un article plus général, voir Liste des planètes mineures non numérotées découvertes en 2014.
Pour un article plus général, voir Liste des planètes mineures.
Cet article dresse la liste des planètes mineures (astéroïdes, centaures, objets transneptuniens et assimilés) non numérotées découvertes en juillet 2014 dans l'ordre de leur découverte.
Au 15 janvier 2025, 661 077 des 1 434 993 planètes mineures répertoriées par le Centre des planètes mineures ne sont pas encore numérotées, soit 46,07 %.

## Rappel concernant la désignation provisoire
La désignation provisoire indique l'ordre de découverte de ces objets. En effet, cette désignation est composée de l'année de découverte (par exemple 2014) suivie de la quinzaine (demi-mois) de découverte (p.e. A = 1-15 janvier) puis de l'ordre de découverte dans cette quinzaine. Cet ordre est indiqué par une lettre et éventuellement un chiffre comme suit : A pour la première découverte, B pour la deuxième, ..., Z pour la 25e (le I n'est pas utilisé pour éviter la confusion avec 1), A1 pour la 26e, B1 pour la 27e, etc. , Z1 pour la 50e, A2 pour la 51e, B2 pour la 52e, etc. L'ordre de la numérotation ne suit donc pas l'ordre alphanumérique. 2014 AA1 suit ainsi 2014 AZ et précède 2014 AB1.

## Liste du1erau 15 juillet 2014
- 2014 NG
- 2014 NM
- 2014 NP
- 2014 NJ1
- 2014 NU1
- 2014 NE2
- 2014 NM2
- 2014 NN2
- 2014 NP2
- 2014 NR2
- 2014 NW2
- 2014 NZ2
- 2014 NB3
- 2014 NC3
- 2014 NG3
- 2014 NM3
- 2014 NS3
- 2014 ND4
- 2014 NG4
- 2014 NS4
- 2014 NU4
- 2014 NW4
- 2014 NX4
- 2014 NY4
- 2014 NB5
- 2014 ND5
- 2014 NG5
- 2014 NL5
- 2014 NM5
- 2014 NO5
- 2014 NG6
- 2014 NJ6
- 2014 NK6
- 2014 NM6
- 2014 NN6
- 2014 NS6
- 2014 NV6
- 2014 NW6
- 2014 NX6
- 2014 ND7
- 2014 NJ7
- 2014 NK7
- 2014 NO7
- 2014 NQ7
- 2014 NS7
- 2014 NU7
- 2014 NZ7
- 2014 ND8
- 2014 NO8
- 2014 NP8
- 2014 NR8
- 2014 NA9
- 2014 NE9
- 2014 NH9
- 2014 NM9
- 2014 NN9
- 2014 NR9
- 2014 NX9
- 2014 NA10
- 2014 ND10
- 2014 NE10
- 2014 NF10
- 2014 NH10
- 2014 NL10
- 2014 NN10
- 2014 NP10
- 2014 NQ10
- 2014 NU10
- 2014 NY10
- 2014 NZ10
- 2014 NA11
- 2014 NG11
- 2014 NH11
- 2014 NO11
- 2014 NT11
- 2014 NV11
- 2014 NW11
- 2014 NY11
- 2014 NZ11
- 2014 NB12
- 2014 NC12
- 2014 NF12
- 2014 NG12
- 2014 NJ12
- 2014 NM12
- 2014 NN12
- 2014 NO12
- 2014 NR12
- 2014 NU12
- 2014 NV12
- 2014 NJ13
- 2014 NN13
- 2014 NQ13
- 2014 NS13
- 2014 NV13
- 2014 NW13
- 2014 NZ13
- 2014 NH14
- 2014 NN14
- 2014 NR14
- 2014 NT14
- 2014 NY14
- 2014 NZ14
- 2014 NA15
- 2014 NB15
- 2014 NF15
- 2014 NG15
- 2014 NO15
- 2014 NT15
- 2014 NU15
- 2014 NZ15
- 2014 ND16
- 2014 NK16
- 2014 NQ16
- 2014 NT16
- 2014 NZ16
- 2014 NM17
- 2014 NN17
- 2014 NS17
- 2014 NY17
- 2014 NZ17
- 2014 NC18
- 2014 ND18
- 2014 NG18
- 2014 NH18
- 2014 NT18
- 2014 NZ18
- 2014 NC19
- 2014 NN19
- 2014 NO19
- 2014 NS19
- 2014 NT19
- 2014 NC20
- 2014 NG20
- 2014 NJ20
- 2014 NL20
- 2014 NO20
- 2014 NU20
- 2014 NW20
- 2014 NX20
- 2014 NA21
- 2014 ND21
- 2014 NL21
- 2014 NM21
- 2014 NU21
- 2014 NA22
- 2014 NC22
- 2014 ND22
- 2014 NG22
- 2014 NL22
- 2014 NN22
- 2014 NT22
- 2014 NV22
- 2014 NX22
- 2014 NY22
- 2014 NC23
- 2014 NE23
- 2014 NG23
- 2014 NM23
- 2014 NO23
- 2014 NS23
- 2014 NU23
- 2014 NY23
- 2014 NZ23
- 2014 NA24
- 2014 NS24
- 2014 NU24
- 2014 NV24
- 2014 NY24
- 2014 NA25
- 2014 NK25
- 2014 NN25
- 2014 NP25
- 2014 NS25
- 2014 NW25
- 2014 ND26
- 2014 NN26
- 2014 NP26
- 2014 NR26
- 2014 NU26
- 2014 NW26
- 2014 NX26
- 2014 NZ26
- 2014 NA27
- 2014 NF27
- 2014 NG27
- 2014 NH27
- 2014 NL27
- 2014 NM27
- 2014 NN27
- 2014 NQ27
- 2014 NR27
- 2014 NS27
- 2014 NB28
- 2014 NC28
- 2014 ND28
- 2014 NL28
- 2014 NN28
- 2014 NR28
- 2014 NU28
- 2014 NW28
- 2014 NX28
- 2014 NY28
- 2014 NB29
- 2014 NK29
- 2014 NL29
- 2014 NR29
- 2014 NS29
- 2014 NT29
- 2014 NY29
- 2014 NF30
- 2014 NL30
- 2014 NR30
- 2014 NV30
- 2014 NA31
- 2014 NL31
- 2014 NO31
- 2014 NR31
- 2014 NT31
- 2014 NV31
- 2014 NW31
- 2014 NZ31
- 2014 NE32
- 2014 NF32
- 2014 NG32
- 2014 NM32
- 2014 NP32
- 2014 NX32
- 2014 NF33
- 2014 NJ33
- 2014 NK33
- 2014 NL33
- 2014 NO33
- 2014 NQ33
- 2014 NU33
- 2014 NY33
- 2014 NG34
- 2014 NH34
- 2014 NJ34
- 2014 NK34
- 2014 NQ34
- 2014 NS34
- 2014 NT34
- 2014 NY34
- 2014 NC35
- 2014 NF35
- 2014 NV35
- 2014 NY35
- 2014 NP36
- 2014 NQ36
- 2014 NX36
- 2014 NA37
- 2014 NC37
- 2014 ND37
- 2014 NL37
- 2014 NN37
- 2014 NO37
- 2014 NP37
- 2014 NR37
- 2014 NU37
- 2014 NV37
- 2014 NY37
- 2014 NB38
- 2014 NC38
- 2014 ND38
- 2014 NK38
- 2014 NM38
- 2014 NN38
- 2014 NO38
- 2014 NP38
- 2014 NU38
- 2014 NW38
- 2014 NA39
- 2014 NC39
- 2014 ND39
- 2014 NE39
- 2014 NF39
- 2014 NM39
- 2014 NN39
- 2014 NO39
- 2014 NX39
- 2014 NY39
- 2014 ND40
- 2014 NE40
- 2014 NF40
- 2014 NH40
- 2014 NJ40
- 2014 NP40
- 2014 NR40
- 2014 NS40
- 2014 NX40
- 2014 NY40
- 2014 NF41
- 2014 NG41
- 2014 NM41
- 2014 NS41
- 2014 NT41
- 2014 NW41
- 2014 NX41
- 2014 NA42
- 2014 NB42
- 2014 NK42
- 2014 NP42
- 2014 NS42
- 2014 NW42
- 2014 NY42
- 2014 NG43
- 2014 NP43
- 2014 NV43
- 2014 NW43
- 2014 NG44
- 2014 NK44
- 2014 NO44
- 2014 NY44
- 2014 NB45
- 2014 NW45
- 2014 NX45
- 2014 NB46
- 2014 NG46
- 2014 NH46
- 2014 NJ46
- 2014 NO46
- 2014 NP46
- 2014 NU46
- 2014 NW46
- 2014 NJ47
- 2014 NM47
- 2014 NO47
- 2014 NU47
- 2014 NV47
- 2014 NZ47
- 2014 ND48
- 2014 NJ48
- 2014 NP48
- 2014 NQ48
- 2014 NR48
- 2014 NV48
- 2014 NB49
- 2014 NC49
- 2014 ND49
- 2014 NF49
- 2014 NG49
- 2014 NH49
- 2014 NK49
- 2014 NM49
- 2014 NR49
- 2014 NU49
- 2014 NW49
- 2014 NZ49
- 2014 ND50
- 2014 NE50
- 2014 NF50
- 2014 NR50
- 2014 NW50
- 2014 NA51
- 2014 NC51
- 2014 NP51
- 2014 NR51
- 2014 NT51
- 2014 NV51
- 2014 NW51
- 2014 NZ51
- 2014 NA52
- 2014 NB52
- 2014 NC52
- 2014 ND52
- 2014 NJ52
- 2014 NK52
- 2014 NL52
- 2014 NM52
- 2014 NN52
- 2014 NP52
- 2014 NV52
- 2014 NA53
- 2014 NC53
- 2014 ND53
- 2014 NH53
- 2014 NJ53
- 2014 NU53
- 2014 NA54
- 2014 NF54
- 2014 NU54
- 2014 NV54
- 2014 ND55
- 2014 NF55
- 2014 NJ55
- 2014 NW55
- 2014 NY55
- 2014 NA56
- 2014 NN56
- 2014 NU56
- 2014 NZ56
- 2014 NB57
- 2014 NC57
- 2014 NH57
- 2014 NP57
- 2014 NQ57
- 2014 NR57
- 2014 NX57
- 2014 ND58
- 2014 NK58
- 2014 NW58
- 2014 NA59
- 2014 NG59
- 2014 NC60
- 2014 NJ60
- 2014 NR60
- 2014 NV60
- 2014 NZ60
- 2014 NC61
- 2014 NE61
- 2014 NH61
- 2014 NM61
- 2014 NT61
- 2014 NU61
- 2014 NQ62
- 2014 NT62
- 2014 NA63
- 2014 NE63
- 2014 NG63
- 2014 NO63
- 2014 NP63
- 2014 NS63
- 2014 NT63
- 2014 NV63
- 2014 NA64
- 2014 NB64
- 2014 NC64
- 2014 ND64
- 2014 NE64
- 2014 NG64
- 2014 NH64
- 2014 NJ64
- 2014 NK64
- 2014 NM64
- 2014 NN64
- 2014 NO64
- 2014 NP64
- 2014 NQ64
- 2014 NS64
- 2014 NU64
- 2014 NV64
- 2014 NW64
- 2014 NX64
- 2014 NY64
- 2014 NZ64
- 2014 NC65
- 2014 NE65
- 2014 NF65
- 2014 NG65
- 2014 NH65
- 2014 NL65
- 2014 NV65
- 2014 NX65
- 2014 NY65
- 2014 NB66
- 2014 NC66
- 2014 NE66
- 2014 NF66
- 2014 NG66
- 2014 NH66
- 2014 NJ66
- 2014 NK66
- 2014 NL66
- 2014 NM66
- 2014 NN66
- 2014 NO66
- 2014 NP66
- 2014 NQ66
- 2014 NR66
- 2014 NS66
- 2014 NT66
- 2014 NU66
- 2014 NV66
- 2014 NW66
- 2014 NX66
- 2014 NY66
- 2014 NZ66
- 2014 NA67
- 2014 NB67
- 2014 NC67
- 2014 ND67
- 2014 NE67
- 2014 NF67
- 2014 NG67
- 2014 NH67
- 2014 NJ67
- 2014 NL67
- 2014 NM67
- 2014 NR67
- 2014 NT67
- 2014 NZ67
- 2014 NB68
- 2014 NC68
- 2014 NG68
- 2014 NN68
- 2014 NR68
- 2014 NT68
- 2014 NV68
- 2014 NB69
- 2014 NN69
- 2014 NQ69
- 2014 NT69
- 2014 NW69
- 2014 NX69
- 2014 NY69
- 2014 NE70
- 2014 NN70
- 2014 NZ70
- 2014 ND71
- 2014 NN71
- 2014 NO71
- 2014 NW71
- 2014 NZ71
- 2014 NA72
- 2014 NF72
- 2014 NG72
- 2014 NK72
- 2014 NO72
- 2014 NX72
- 2014 NY72
- 2014 NO73
- 2014 NP73
- 2014 NU73
- 2014 NV73
- 2014 NW73
- 2014 NZ73
- 2014 NA74
- 2014 NC74
- 2014 ND74
- 2014 NF74
- 2014 NG74
- 2014 NH74
- 2014 NJ74
- 2014 NK74
- 2014 NL74
- 2014 NN74
- 2014 NP74
- 2014 NR74
- 2014 NS74
- 2014 NU74
- 2014 NV74
- 2014 NW74
- 2014 NZ74
- 2014 NA75
- 2014 NB75
- 2014 NC75
- 2014 ND75
- 2014 NE75
- 2014 NF75
- 2014 NG75
- 2014 NH75
- 2014 NJ75
- 2014 NK75
- 2014 NM75
- 2014 NN75
- 2014 NO75
- 2014 NP75
- 2014 NQ75
- 2014 NR75
- 2014 NS75
- 2014 NT75
- 2014 NU75
- 2014 NV75
- 2014 NW75
- 2014 NX75
- 2014 NY75
- 2014 NZ75
- 2014 NB76
- 2014 NC76
- 2014 ND76
- 2014 NE76
- 2014 NF76
- 2014 NK76
- 2014 NM76
- 2014 NN76
- 2014 NP76
- 2014 NR76
- 2014 NU76
- 2014 NW76
- 2014 NX76
- 2014 NY76
- 2014 NZ76
- 2014 NA77
- 2014 NB77
- 2014 NC77
- 2014 ND77
- 2014 NE77
- 2014 NF77
- 2014 NG77
- 2014 NJ77
- 2014 NL77
- 2014 NN77
- 2014 NO77
- 2014 NP77
- 2014 NQ77
- 2014 NR77
- 2014 NS77
- 2014 NT77
- 2014 NU77
- 2014 NV77
- 2014 NW77
- 2014 NY77
- 2014 NZ77
- 2014 NA78
- 2014 NB78
- 2014 NC78
- 2014 ND78
- 2014 NE78
- 2014 NF78
- 2014 NG78
- 2014 NH78
- 2014 NN78
- 2014 NO78
- 2014 NP78
- 2014 NQ78
- 2014 NR78
- 2014 NS78
- 2014 NT78
- 2014 NU78
- 2014 NV78
- 2014 NX78
- 2014 NY78
- 2014 NZ78
- 2014 NA79
- 2014 NB79
- 2014 ND79
- 2014 NE79
- 2014 NF79
- 2014 NG79
- 2014 NH79
- 2014 NJ79
- 2014 NK79
- 2014 NL79
- 2014 NN79
- 2014 NO79
- 2014 NQ79
- 2014 NR79
- 2014 NS79
- 2014 ND80
- 2014 NK80
- 2014 NL80
- 2014 NM80
- 2014 NN80
- 2014 NP80
- 2014 NQ80
- 2014 NR80
- 2014 NS80
- 2014 NU80
- 2014 NV80
- 2014 NW80
- 2014 NX80
- 2014 NY80
- 2014 NZ80
- 2014 NB81
- 2014 NC81
- 2014 ND81
- 2014 NE81
- 2014 NF81
- 2014 NH81
- 2014 NJ81
- 2014 NL81
- 2014 NM81
- 2014 NN81
- 2014 NO81
- 2014 NR81
- 2014 NS81
- 2014 NT81
- 2014 NU81
- 2014 NW81
- 2014 NC82
- 2014 NE82
- 2014 NF82
- 2014 NG82
- 2014 NJ82
- 2014 NK82
- 2014 NL82
- 2014 NM82
- 2014 NN82
- 2014 NO82
- 2014 NP82
- 2014 NR82
- 2014 NS82
- 2014 NT82
- 2014 NU82
- 2014 NV82
- 2014 NX82
- 2014 NY82
- 2014 NZ82
- 2014 NC83
- 2014 ND83
- 2014 NK83
- 2014 NL83
- 2014 NM83
- 2014 NN83
- 2014 NO83
- 2014 NP83
- 2014 NR83
- 2014 NS83
- 2014 NV83
- 2014 NW83
- 2014 NX83
- 2014 NY83
- 2014 NZ83
- 2014 NA84
- 2014 NB84
- 2014 NC84
- 2014 NF84
- 2014 NH84
- 2014 NJ84
- 2014 NK84
- 2014 NL84
- 2014 NM84
- 2014 NN84
- 2014 NO84
- 2014 NR84
- 2014 NU84
- 2014 NV84
- 2014 NW84
- 2014 NX84
- 2014 NY84
- 2014 NZ84
- 2014 NB85
- 2014 ND85
- 2014 NF85
- 2014 NG85
- 2014 NH85
- 2014 NK85
- 2014 NL85
- 2014 NM85
- 2014 NN85
- 2014 NO85
- 2014 NP85
- 2014 NR85
- 2014 NS85
- 2014 NT85
- 2014 NU85
- 2014 NV85
- 2014 NW85
- 2014 NY85
- 2014 NZ85
- 2014 NA86
- 2014 NB86
- 2014 NC86
- 2014 NF86
- 2014 NG86
- 2014 NH86
- 2014 NJ86
- 2014 NK86
- 2014 NL86
- 2014 NP86
- 2014 NS86
- 2014 NU86
- 2014 NV86
- 2014 NW86
- 2014 NX86
- 2014 NY86
- 2014 NZ86
- 2014 NA87
- 2014 NB87
- 2014 NC87
- 2014 ND87
- 2014 NE87
- 2014 NF87
- 2014 NG87
- 2014 NJ87
- 2014 NK87
- 2014 NL87
- 2014 NM87
- 2014 NN87
- 2014 NR87
- 2014 NS87
- 2014 NT87
- 2014 NU87
- 2014 NV87
- 2014 NZ87
- 2014 NB88
- 2014 ND88
- 2014 NE88
- 2014 NF88
- 2014 NG88
- 2014 NH88
- 2014 NJ88
- 2014 NK88
- 2014 NL88
- 2014 NM88
- 2014 NN88
- 2014 NO88
- 2014 NP88
- 2014 NQ88
- 2014 NR88
- 2014 NS88
- 2014 NT88
- 2014 NU88
- 2014 NV88
- 2014 NW88
- 2014 NX88
- 2014 NY88
- 2014 NZ88
- 2014 NA89
- 2014 NB89
- 2014 NC89
- 2014 ND89
- 2014 NE89
- 2014 NF89
- 2014 NH89
- 2014 NJ89
- 2014 NK89
- 2014 NL89
- 2014 NM89
- 2014 NN89
- 2014 NO89
- 2014 NP89
- 2014 NQ89
- 2014 NR89
- 2014 NS89
- 2014 NU89
- 2014 NV89
- 2014 NW89
- 2014 NX89
- 2014 NY89
- 2014 NA90
- 2014 NB90
- 2014 NC90
- 2014 NE90
- 2014 NF90
- 2014 NG90
- 2014 NH90
- 2014 NJ90
- 2014 NK90
- 2014 NP90
- 2014 NQ90
- 2014 NR90
- 2014 NS90
- 2014 NT90
- 2014 NU90
- 2014 NV90
- 2014 NW90
- 2014 NX90
- 2014 NY90
- 2014 NZ90
- 2014 NA91
- 2014 NB91
- 2014 NC91
- 2014 NE91
- 2014 NF91
- 2014 NG91
- 2014 NH91
- 2014 NL91
- 2014 NM91
- 2014 NN91
- 2014 NO91
- 2014 NP91
- 2014 NQ91
- 2014 NS91
- 2014 NT91
- 2014 NU91
- 2014 NV91
- 2014 NW91
- 2014 NY91
- 2014 NZ91
- 2014 NA92
- 2014 NB92
- 2014 ND92
- 2014 NE92
- 2014 NF92
- 2014 NG92
- 2014 NH92
- 2014 NJ92
- 2014 NK92
- 2014 NL92
- 2014 NM92
- 2014 NN92
- 2014 NO92
- 2014 NQ92
- 2014 NR92
- 2014 NS92
- 2014 NT92
- 2014 NU92
- 2014 NV92
- 2014 NX92
- 2014 NY92
- 2014 NZ92
- 2014 NA93
- 2014 ND93
- 2014 NG93
- 2014 NH93
- 2014 NK93
- 2014 NL93
- 2014 NM93
- 2014 NN93
- 2014 NO93
- 2014 NP93
- 2014 NQ93
- 2014 NR93
- 2014 NS93
- 2014 NT93
- 2014 NU93
- 2014 NV93
- 2014 NW93
- 2014 NX93
- 2014 NY93
- 2014 NZ93
- 2014 NA94
- 2014 NB94
- 2014 NC94
- 2014 ND94
- 2014 NE94
- 2014 NF94
- 2014 NG94
- 2014 NH94
- 2014 NJ94
- 2014 NK94
- 2014 NL94
- 2014 NM94
- 2014 NN94
- 2014 NO94
- 2014 NP94
- 2014 NQ94
- 2014 NR94
- 2014 NS94
- 2014 NT94
- 2014 NU94
- 2014 NV94
- 2014 NW94
- 2014 NX94
- 2014 NZ94
- 2014 NA95
- 2014 NB95
- 2014 NC95
- 2014 ND95
- 2014 NE95
- 2014 NF95
- 2014 NG95
- 2014 NH95
- 2014 NJ95
- 2014 NK95
- 2014 NL95
- 2014 NM95
- 2014 NN95
- 2014 NO95
- 2014 NP95
- 2014 NQ95
- 2014 NR95
- 2014 NS95
- 2014 NT95
- 2014 NU95
- 2014 NV95
- 2014 NW95
- 2014 NX95
- 2014 NY95
- 2014 NZ95
- 2014 NB96
- 2014 NC96
- 2014 ND96
- 2014 NE96
- 2014 NF96
- 2014 NG96
- 2014 NH96
- 2014 NJ96
- 2014 NK96
- 2014 NM96
- 2014 NN96
- 2014 NP96
- 2014 NQ96
- 2014 NR96
- 2014 NS96
- 2014 NT96
- 2014 NU96
- 2014 NV96
- 2014 NW96
- 2014 NY96
- 2014 NZ96
- 2014 NA97
- 2014 NB97
- 2014 NC97
- 2014 ND97
- 2014 NE97
- 2014 NF97
- 2014 NG97
- 2014 NH97
- 2014 NJ97
- 2014 NM97
- 2014 NN97
- 2014 NO97
- 2014 NP97
- 2014 NQ97
- 2014 NR97
- 2014 NS97
- 2014 NT97
- 2014 NU97
- 2014 NV97
- 2014 NW97
- 2014 NX97
- 2014 NY97
- 2014 NZ97
- 2014 NA98
- 2014 NB98
- 2014 NC98
- 2014 ND98
- 2014 NF98
- 2014 NG98
- 2014 NH98
- 2014 NJ98
- 2014 NK98
- 2014 NL98
- 2014 NM98
- 2014 NN98
- 2014 NP98
- 2014 NQ98
- 2014 NR98
- 2014 NT98
- 2014 NU98
- 2014 NV98
- 2014 NW98
- 2014 NX98
- 2014 NY98
- 2014 NA99
- 2014 NB99
- 2014 NC99
- 2014 ND99
- 2014 NE99
- 2014 NF99
- 2014 NG99
- 2014 NH99
- 2014 NJ99
- 2014 NL99
- 2014 NN99
- 2014 NO99
- 2014 NP99
- 2014 NQ99
- 2014 NR99
- 2014 NS99
- 2014 NT99
- 2014 NU99